# Pardosa upembensis
Pardosa upembensis este o specie de păianjeni din genul Pardosa, familia Lycosidae. A fost descrisă pentru prima dată de Roewer, 1959.
Este endemică în Congo. Conform Catalogue of Life specia Pardosa upembensis nu are subspecii cunoscute.